# Los Aslándticos
Aslándticos son un grupo español de música independiente. Su estilo parte de la fusión de todo tipo de géneros y está al margen de las etiquetas musicales, aunque dentro de un estilo musical positivo y vitalista.

## Trayectoria
Aslándticos comenzaron como un grupo de amigos que se juntaban a las espaldas de la antigua fábrica de cementos Asland en Córdoba (de ahí su nombre), para tocar y cantar sus propias letras, que eran fruto de sus inquietudes. Esas letras, a caballo entre el compromiso social y lo cotidiano, hablan de la vida misma en sus múltiples facetas.
En 2004 se dieron a conocer con su primer disco: El mundo está fatal de los nervios, producción ejecutiva por Manuel Ruiz Queco y producción artística por Antonio Algarrada, amparados bajo el sello discográfico independiente de Manuel Ruiz "Queco" (Disparate Records).
En 2006 reeditaron su primer trabajo con SONY/BMG y participaron tanto en la banda sonora como en el rodaje de la película ¿Por qué se frotan las patitas?, de Álvaro Begines, a quien conocieron en el rodaje de su primer videoclip, Se ven venir.
A comienzos de 2009, el que fuera intérprete y principal compositor de la banda, Mario Díaz, anuncia su separación del grupo para comenzar su carrera en solitario, momento desde el cual Bueno Rodríguez, que fuera corista desde los comienzos de la banda pasa a ser el cantante y letrista, aportando su característica voz y forma de componer al nuevo disco que estaba en camino. 
Mi primer día, segundo álbum de estudio de la banda, se publicó el 16 de noviembre de 2009 y representa un espaldarazo a su carrera, según la crítica especializada (enlace roto disponible en Internet Archive; véase el historial, la primera versión y la última).. 
En 2012 ve la luz su tercer disco de estudio, Lo Bueno (Maldito Records 2012). En este disco, los cordobeses afrontan la situación del momento desde el prisma de lo positivo, afianzándose si cabe aún más en su estilo.
El 19 de enero de 2013 consiguieron alcanzar su primer número 1 en listas con Sin Duda, primer single extraído de su álbum Lo Bueno. Fue en el Top 50 de Canal Fiesta (programa musical emitido los sábados por la mañana en dicha emisora de la RTVA), con el sencillo Sin Duda y adelantando en esta lista al 7 semanas consecutivas número 1 Pablo Alborán.
El segundo single extraído de Lo Bueno fue Hoy ya está bien, con el cual también alcanzaron el segundo número 1 en la lista Top 50 de Canal Fiesta el 27 de abril de 2013. En el videoclip de este single, Aslándticos se rodearon de amigos y conocidos. Destaca la aparición, entre otros, de El Canijo de Jerez, Juanito Makandé, Jonás Beramí, India Martínez, Dinero, Tomasito, Rozalén, Arianna Puello, Manu Badenes, Ignatius Farray, La Suite Bizarre, La Pegatina, Zulú 9.30, Canteca de Macao, Hugo Salazar, William Miller o Iván Hermés.

## Componentes
- Bueno Rodríguez (voz y letras)
- Alberto Invernón (guitarrista y producción musical
- Jorge Carmona (percusión)

## Discografía

### Maqueta
- Maqueta 2004 Autoproducción Los Aslándticos. Grabada en el Estudio de Muten.

### La Reedición del primer disco - ReediciónEl mundo está fatal de los nervios© 2007Sony BMG Music
- 01.De momento (Manuel Ruiz Queco)
- 02.Del sur pal norte (Mario Díaz)
- 03.Escarbando un túnel (Mario Díaz)
- 04.El traidor (Mario Díaz)
- 05.100 fulleros (Mario Díaz)
- 06.Se ven venir (Mario Díaz)
- 07.Que calité (Mario Díaz, Juan Manuel Bueno, Julio Jiménez)
- 08.Que trata de Andalucía (Mario Díaz)
- 09.Cada vez menos (Mario Díaz)
- 10.Dime que lo deje (Mario Díaz)
- 11.Berrinche (Mario Díaz, Jorge Carmona, Juan Manuel Bueno, Luis Manuel Villegas)
- 12.Tiesa y seca (Mario Díaz)
- 13.Si me echas (Bonus Track),(Mario Díaz)

### Segundo disco -Mi primer día© 2009Maldito Records
- 01.Mi Primer Día
- 02.Bella persona
- 03.Hoy me voy
- 04.Dime Quién
- 05.El Peor
- 06.Fuego
- 07.Santa María
- 08.Anímate
- 09.Lágrimas Sobre El Café
- 10.Mírate, Mírame
- 11.Descubrido

Lanzado el 16 de noviembre de 2009, cuenta con varios singles y sus respectivos videoclips "Mi primer día", "Lágrimas sobre el café". Con este disco Los aslándticos tuvieron la oportunidad de establecer una relación de colaboración activa con la O.N.G. Voces Para la conciencia y el desarrollo, fruto de la cual surge entre otros trabajos el clip "Nuestro primer día", en el que junto a artistas como Ana Torroja, David Summers, Edurne o Álvaro Benito y tras su experiencia sobre el terreno en Bamako, la capital de Malí suman esfuerzos en favor del desarrollo cultural. 
La "fullería" (como ellos mismos a veces denominan a su estilo) navega en este disco por los mares del soul, la salsa, el hip-hop, el funk.

### Tercer disco -Lo Bueno© 2012Maldito Records
- 01.Hoy ya está bien
- 02.Rescatar la humanidad
- 03.Bien por ti
- 04.Aléjate
- 05.Sin duda
- 06.Querer y querer
- 07.Hacia el horizonte
- 08.La historia de los sueños
- 09.Y si los tiempos cambian
- 10.Mi vida duerme

### Cuarto disco -Vivos!© 2015Adriático Records
- 01.Never Give Up
- 02.El Mundo Me da La Razón
- 03.Y Poco Más
- 04.Vivos!
- 05.Música en el Alma
- 06.Perdimos la Vergüenza
- 07.Héroe
- 08.Mis Canciones Tristes
- 09.La Señal
- 10.Ave Fénix

Colaboraciones especiales por Arianna Puello en "Bien por ti" y Lya en " Mi vida duerme".

### Quinto disco- Aquí y ahora 2017Concert Music Entertainment
- 01. La receta
- 02. Qué ganas tenía de verte
- 03. Mi primer día
- 04. Aquí y ahora
- 05. Un millón de veces más
- 06. La marea
- 07. Una oportunidad
- 08. Te encuentro
- 09. Si sigues siendo tú
- 10. Flores en el desierto
- 11. Equilibrista

### Sexto disco- Una ciencia casi perfecta 2020
- 01. Superestar
- 02. La forma de mirar
- 03. Desconectados
- 04. Ríe (ft Arco)
- 05. Debe ser muy bueno
- 06. La vida me llama
- 07. Fuckinshit
- 08. Qué puedo hacer yo
- 09. La cuenta atrás
- 10. Mentira
- 11. Infinito